# Haematopota germaini
Haematopota germaini är en tvåvingeart som beskrevs av Ovazza och Mouchet 1967. Haematopota germaini ingår i släktet Haematopota och familjen bromsar. Inga underarter finns listade i Catalogue of Life.